# Kerk van Ugerløse
De Kerk van Ugerløse (Deens: Ugerløse Kirke) is een luthers kerkgebouw in Ugerløse op het Deense eiland Seeland. De plaats Ugerløse ligt 23 kilometer ten zuiden van Holbæk en 19 km ten noorden van Sorø.

## Kerkgebouw

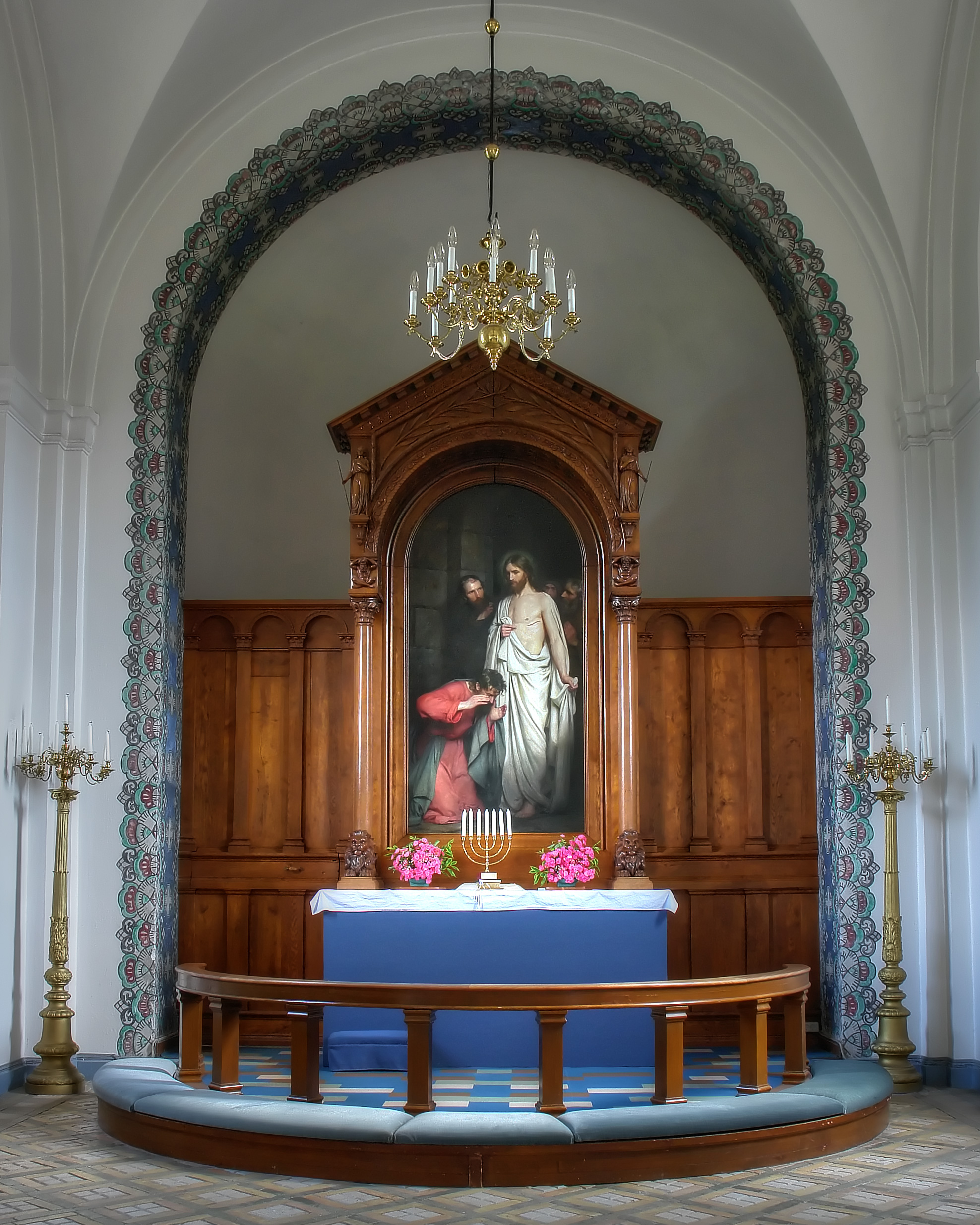
Altaar met het schilderij van de ongelovige Thomas (Carl Bloch)

De huidige kerk werd in de jaren 1875-1876 naar een ontwerp van de architect Niels Peder Christian Holsøe gebouwd en op 26 november 1876 in gebruik genomen. De romaanse voorganger uit circa 1150 moest eerder wegens bouwvalligheid worden afgebroken. De van baksteen opgetrokken kerk onderscheidt zich met de hoge toren, de zijtorens en de kleine hoektorentjes van de traditionele plattelandskerken op het eiland. Het kerkschip wordt met een kleiner koor en een ronde apsis in het oosten afgesloten.
De kerk biedt plaats aan circa 275 personen.

## Interieur
Het altaar wordt versierd met een schilderij van Carl Bloch uit 1881, dat de ongelovige Thomas voorstelt. Tijdens een renovatie in 1910 werd door Jens Møller-Jensen de koorboog en het Christusmonogram IHS op het koorgewelf geschilderd. Bij een restauratie van de kerk kregen de vensternissen eenzelfde beschildering als de koorboog.    
Het laatgotische triomfkruis uit 1475 en het romaanse granieten doopvont (1150–1200) behoren tot de oudste voorwerpen uit de afgebroken middeleeuwse kerk. De kroonluchter in het koor dateert uit 1700, de andere drie en de beide bronzen kandelaren werd in 1884 geschonken.
Een balk uit de oude kerk met het inschrift Herren bevare din udgang og din indgang (De Here zal uw uitgang en uw ingang bewaren, psalm 121:8) heeft een plaats in de muur van de voorruimte gekregen. Daar staat ook een offerblok, vermoedelijk uit het jaar 1864.
De uit het jaar 1600 stammende preekstoel staat op de vier zuilen van het altaar uit de oude kerk. De velden zijn versierd met de reliëfs van de evangelisten. Het klankbord van de preekstoel is van 1876.
Het kerkorgel werd in 1884 door de firma A.H. Busch & Zonen uit Kopenhagen gebouwd. Oorspronkelijk bezat het 8 registers. Sinds de vergroting en renovatie van 2008 bezit het 20 registers, verdeeld over twee manualen en pedaal.

## Klokken
In de toren hangen twee luidklokken. De grote klok werd in 1489 gegoten, de kleine in 1676.

## Afbeeldingen

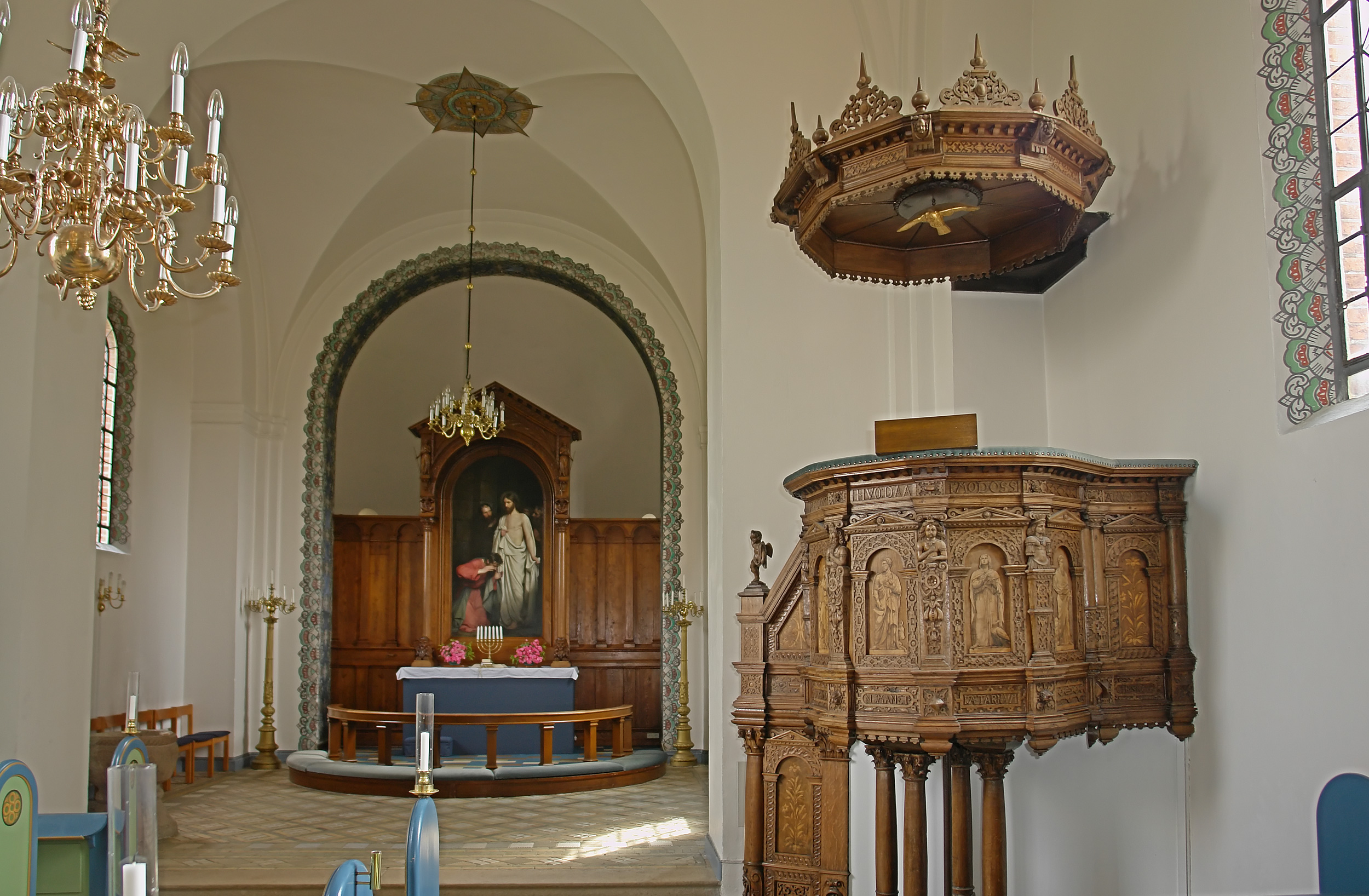
Preekstoel
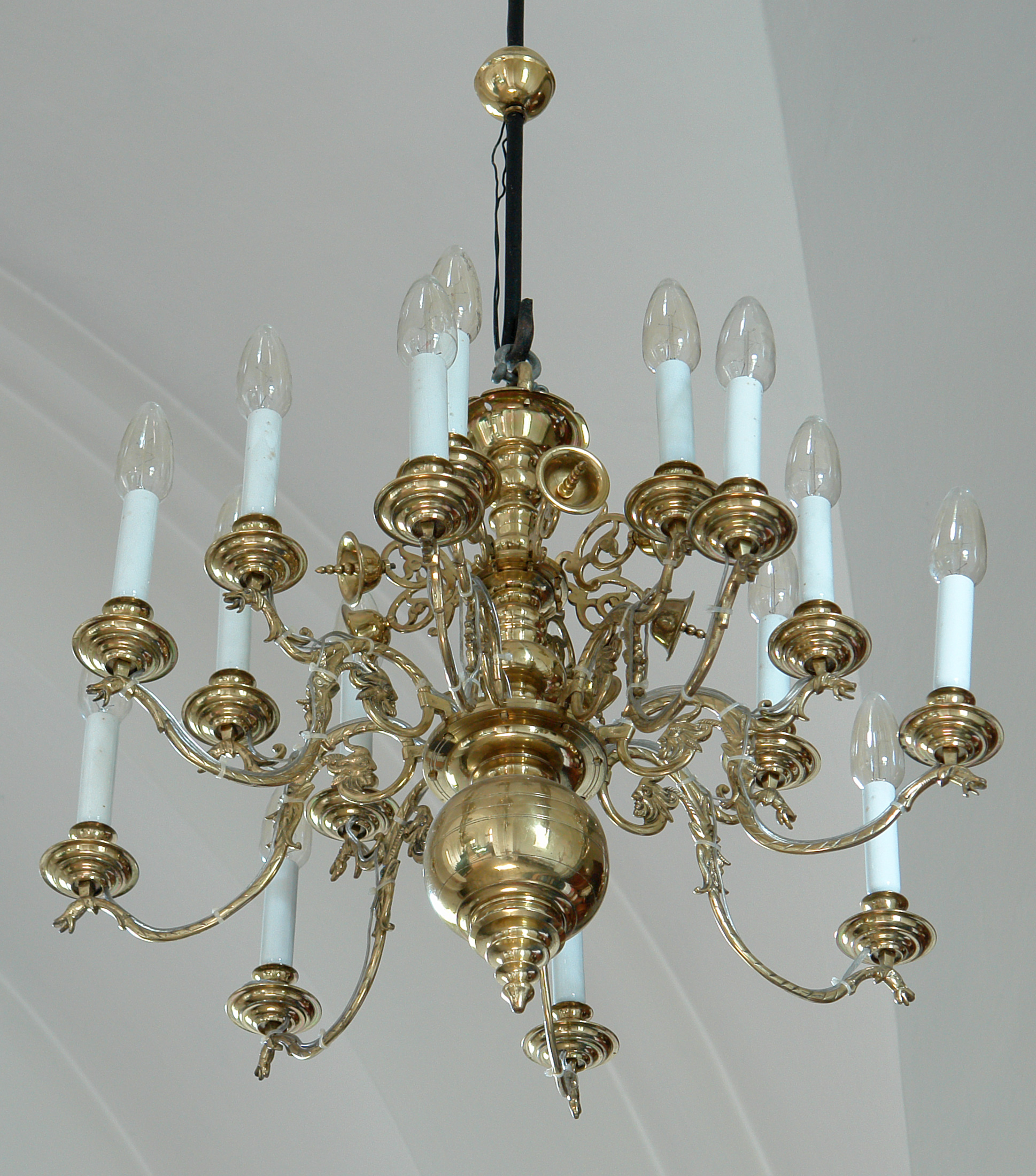
Kroonluchter
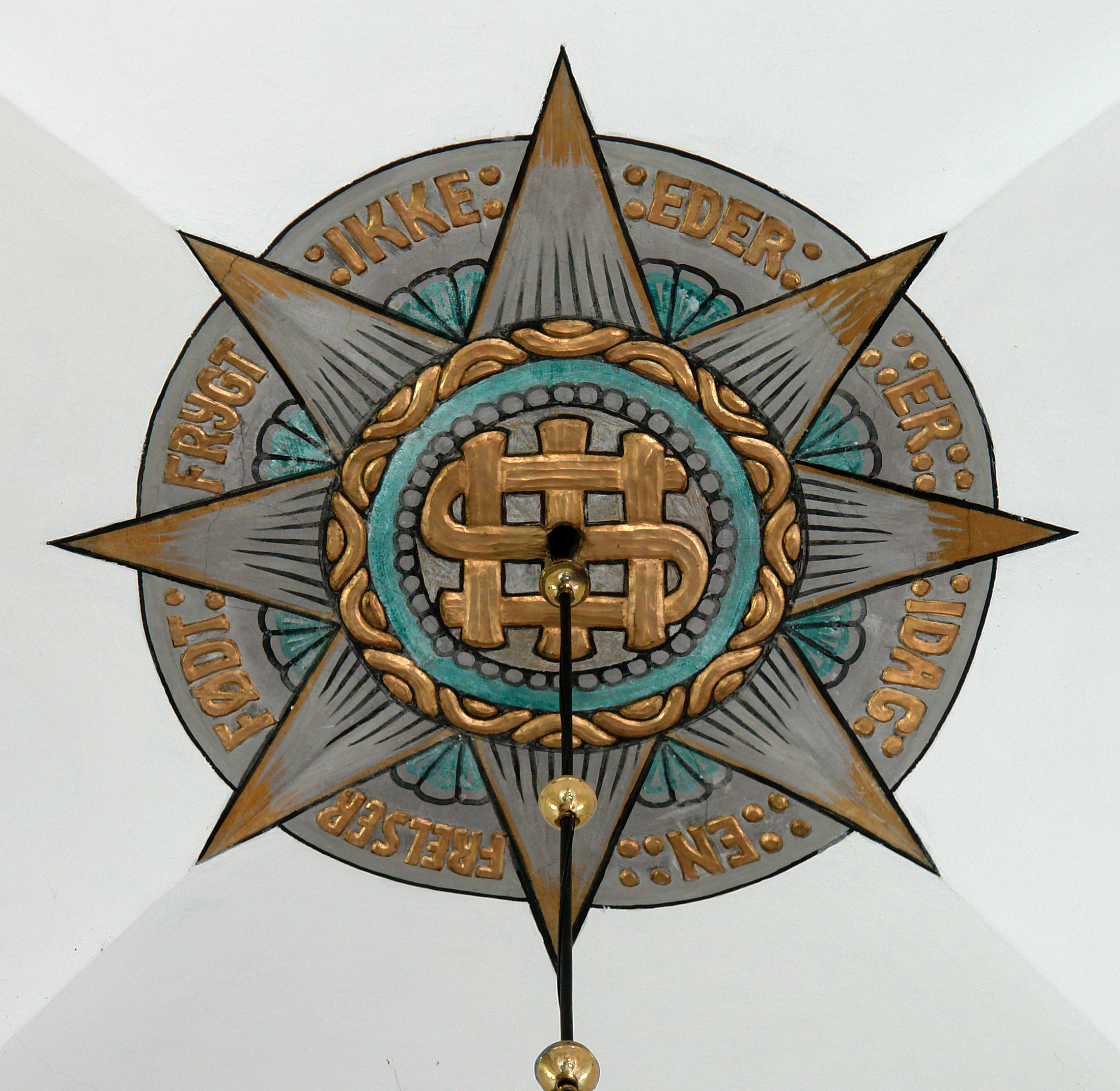
Muurbeschildering van Jens Møller-Jensen
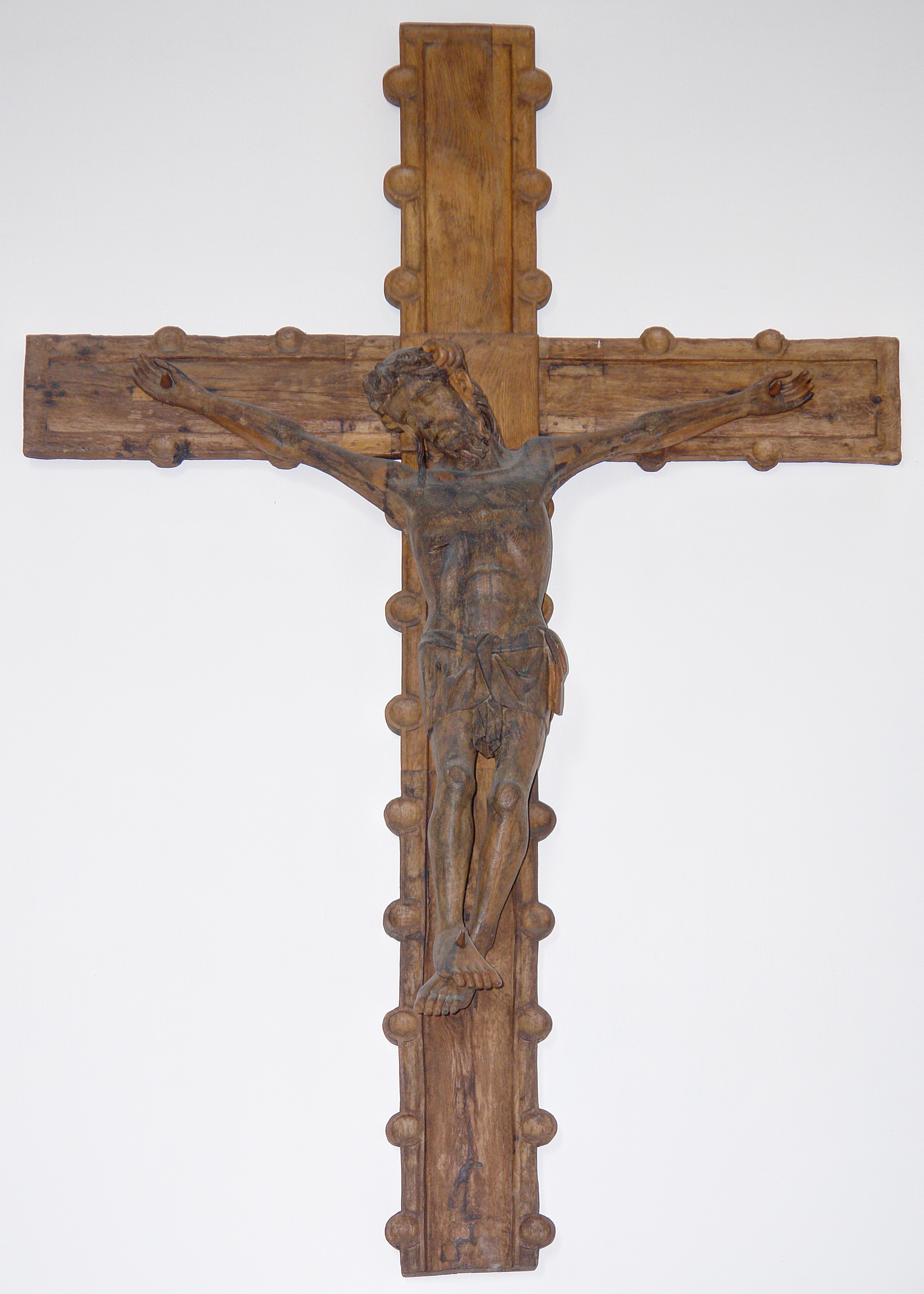
Triomfkruis
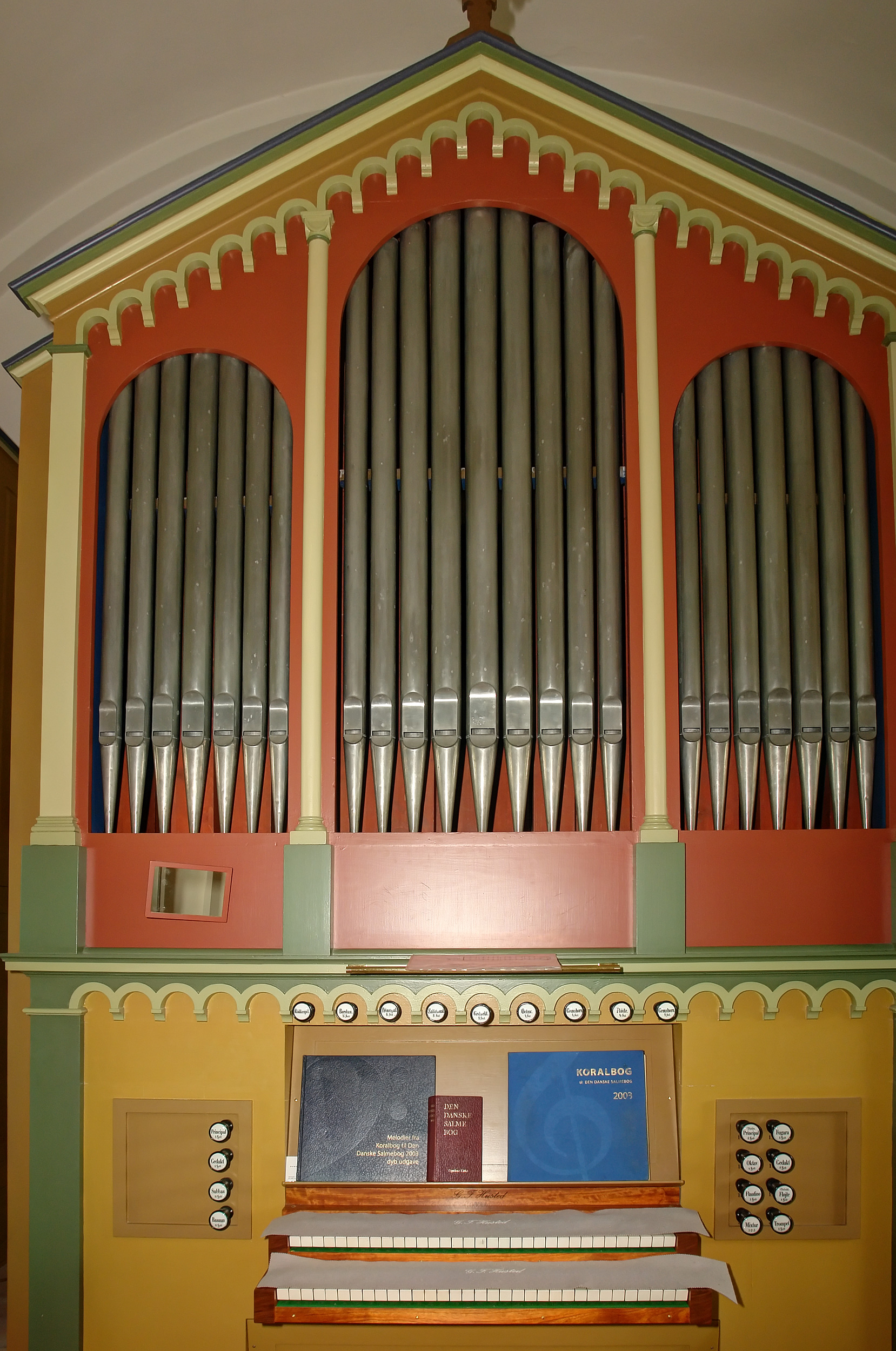
Busch-orgel uit 1884